# تحليل فلسفي
التحليل الفلسفي هو مصطلح عام لأساليب يستخدمها الفلاسفة عادةً في أعراف التحليل التي تضم «اختبار» (أي تحليل) الموضوعات الفلسفية. ويجادل البعض بأن أبرز تلك الأساليب هو أسلوب تحليل المفاهيم (المعروفة باسم التحليل المفاهيمي).

## طريقة التحليل
في حين أن التحليل هو أحد السمات المميزة لأعراف التحليل في الفلسفة، فالشيء الذي سيتم تحليله (المُحلل) يختلف غالبًا. فبعض الفلاسفة يركزون على تحليل الظاهرة اللغوية مثل الجمل، بينما يركز آخرون على الظاهرة النفسية مثل البيانات الحسية. ولكن يجادل البعض بأن أبرز التحليلات هو تحليل المفاهيم أو القضايا، والمعروف باسم التحليل المفاهيمي (فولي 1996).
يقوم التحليل المفاهيمي أساسًا على اختبار أو تحليل المفاهيم إلى العناصر المكونة بهدف التعرف على المسألة الفلسفية التي يشترك فيها هذا المفهوم أو فهمها فهمًا أدق (بيني 2003). في الفلسفة، على سبيل المثال، تنطوي مشكلة حرية الإرادة على عدة مفاهيم أساسية، من بينها مفاهيم الحرية والمسؤولية الأخلاقية والحتمية والقدرة وما إلى ذلك. يميل أسلوب التحليل المفاهيمي إلى معالجة تلك المشكلة بتحليل المفاهيم الأساسية المرتبطة بالمشكلة ورؤية كيف تتفاعل تلك المفاهيم. ومن ثم في الجدال الطويل حول ما إذا كانت حرية الإرادة متوافقة مع عقيدة الحتمية، قدم عدة فلاسفة تحليلات للمفاهيم ذات الصلة للدفاع عن أي من التوافقية أو اللاتوافقية.
هناك مثال شهير يجسد التحليل المفاهيمي على أفضل ما يكون وهو نظرية الأوصاف لبيرتراند راسل. فقد حاول راسل تحليل القضايا ذات الأوصاف المحددة (مثل «أطول جاسوس»)، حيث تم اختيار فرد مميز، وأوصاف محددة (مثل «جاسوس») حيث تم اختيار مجموعة من الأفراد. ولنأخذ تحليل راسل للأوصاف المحددة كمثال. من الناحية الظاهرية، تتميز الأوصاف المحددة بنمط قياسي لتوقع الفاعل في القضية. فعلى سبيل المثال، يبدو أن قضية «ملك فرنسا الحالي أصلع» تتوقع «صلع» الفاعل «ملك فرنسا الحالي». بيد أن راسل قد لاحظ أن هذه إشكالية، نظرًا لعدم وجود ملك حالٍ لفرنسا (فرنسا لم تعد ملكية). بصورة طبيعية، حتى يتقرر ما إذا كانت القضية ذات النمط القياسي لتوقع الفاعل صحيحة أم خاطئة، فعلى المرء أن يتحقق مما إذا كان الفاعل في امتداد التوقع. إذا تكون القضية صحيحة إذا كان الفاعل في امتداد التوقع. فالمشكلة أنه ليس هناك ملك حالي لفرنسا، ومن ثم لن نعثر على ملك فرنسا الحالي في قائمة الأشياء الصلعاء أو غير الصلعاء. ومن ثم يبدو أن القضية المعبر عنها بـ «ملك فرنسا الحالي أصلع» ليست خاطئة وليست صحيحة. ولكن بتحليل المفاهيم والقضايا المتصلة، يرى راسل أن ما تعبر عنه الأوصاف المحددة فعلاً ليست هي القضايا ذات نمط توقع الفاعل، ولكنها تعبر عن القضايا المحددة كميًا من الناحية الوجودية. ومن ثم فقد تم تحليل قضية «ملك فرنسا الحالي» وفقًا لنظرية الأوصاف لراسل، فكانت «يوجد شخص هو حاليًا ملك فرنسا، فهناك شخص واحد فقط بهذه الصفة، وهذا الشخص أصلع.» فما من أحد يستطيع الآن تحديد القيمة الحقيقية لهذه القضية. وبالفعل، هي قضية خاطئة، حيث إنه لا يوجد شخص مميز هو ملك فرنسا الحالي الأصلع - نظرًا لعدم وجود ملك حالي لفرنسا (بتروليت 1999).

## الخلاف
على الرغم من أن أسلوب التحليل يعد من مميزات فلسفة التحليل المعاصرة، فإن حالة التحليل لا تزال مصد خلاف كبير حتى بين الفلاسفة التحليليين. فالعديد من الانتقادات الحالية الموجهة للأسلوب التحليلي تقوم على رفض دبليو في كوين الشهير لـ التمييز التحليلي التركيبي. وفي حين أن نقد كوين شهير جدًا، فإنه مثال خلاف هائل.
أضف إلى ذلك، أنه يبدو أن الأسلوب التحليلي يعتمد على بعض أشكال التركيب المحدد للمفاهيم، بحيث يمكن أن يقدم المرء شروطًا ضرورية وكافية لتطبيق المفهوم. فعلى سبيل المثال، مفهوم «أعزب» يُحلل غالبًا باعتباره يضم المفهومين «غير متزوج» و«ذكر» بين مكوناته. ومن ثم، فإن تعريف أو تحليل «أعزب» يعتقد أنه ذكر غير متزوج. ولكن قد يساور البعض الشكوك في أن ما يطلق عليه الشروط الضرورية والكافية لا تنطبق في كل حالة. فيتغنشتاين، على سبيل المثال، يقول إن اللغة (كلمة «أعزب» مثلاً) تستخدم في أغراض مختلفة وبأساليب لا تُحصى. وتنص فرضية فيتغنشتاين الشهيرة أن المعنى يتحدد بالاستخدام. أي أنه يتحدد معنى كلمة «أعزب» في كل حالة حسب استخدامها في السياق. ومن ثم إذا تبين أن الكلمة تعني أشياء مختلفة في مختلف سياقات الاستخدام، فإن الحالات التي لا يمكن فيها تعريف معنى الكلمة أساسًا بـ «أعزب متزوج» تمثل أمثلة مضادة لطريقة التحليل هذه. وما هذا سوى مثال واحد لنقد الأسلوب التحليلي القائم على نقد التعريفات. وهناك انتقادات أخرى عديدة مشابهة (مارجوليس ولورانس 2006). ويقال عادةً إن هذا النقد يقوم أساسًا على المباحث الفلسفية لفيتغنشتاين.
هناك نقد ثالث لأسلوب التحليل يقوم أساسًا على الانتقادات النفسية لـ الحدس. يقوم جزء أساسي من الأسلوب التحليلي على تحليل المفاهيم باستخدام «اختبارات الحدس». ويمثل الفلاسفة إلى تحفيز التحليلات المفاهيمية حسب ما يفضلونه بالحدس حول تجارب الأفكار. (انظر دي باول ورامسي (1998) لمجموعة من المقالات الحالية عن الخلاف حول التحليل المرتبط بالحدث والتوازن الانعكاسي.)
باختصار، يشعر بعض الفلاسفة شعورًا قويًا بأن الأسلوب التحليلي (خاصة التحليل المفاهيمي) أسلوب أساسي في الفلسفة - مثل جاكسون (1998) وكاميرس (1996) وبيلير (1998). ولكن يقول بعض الفلاسفة إن أسلوب التحليل يمثل إشكالية - مثل ستيتش (1998) ورامسي (1998). بينما يقف بعض الفلاسفة على الحياد ويقولون إنه في حين أن الأسلوب التحليلي أسلوب مثمر جدًا عند الاستقصاء، فلا ينبغي أن يقتصر الفلاسفة على استخدام الأسلوب التحليلي فقط.

## وصلات خارجية
- "Concepts" - an article by Margolis & Laurence in the Stanford Encyclopedia of Philosophy (section 5 is a good, but short, presentation of the current issues surrounding conceptual analysis in philosophy).
- "Analytic Philosophy" - an article by Aaron Preston in the Internet Encyclopedia of Philosophy.
- "Water's water everywhere" by Jerry Fodor - a review of C. Hughes's book Kripke: Names, Necessity and Identity at the London Review of Books (Fodor goes into several issues regarding the philosophical method of analysis).